# Saint-Michel-sur-Ternoise
Saint-Michel-sur-Ternoise é uma comuna francesa na região administrativa de Altos da França, no departamento de Pas-de-Calais. Estende-se por uma área de 5,97 km². Em 2010 a comuna tinha 887 habitantes (densidade: 148,6 hab./km²).